# Weilerbach (Luksemburg)
Weilerbach (lb. Weilerbaach) – wieś (Uertschaft) we wschodnim Luksemburgu, w kantonie Echternach, w gminie Berdorf. Do 3 października 2015 miejscowość leżała w dystrykcie Grevenmacher. Wieś zamieszkuje 318 osób (1 stycznia 2023).